# チーズフォンデュ

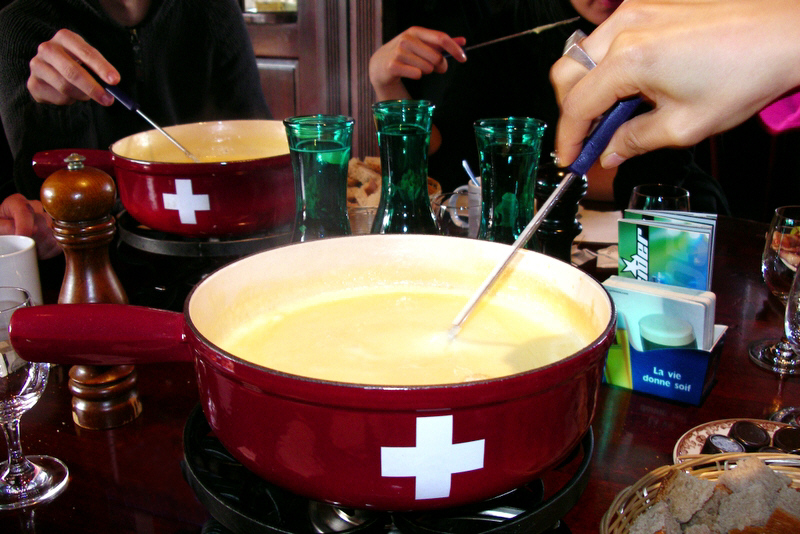
チーズフォンデュ（スイスでの例）

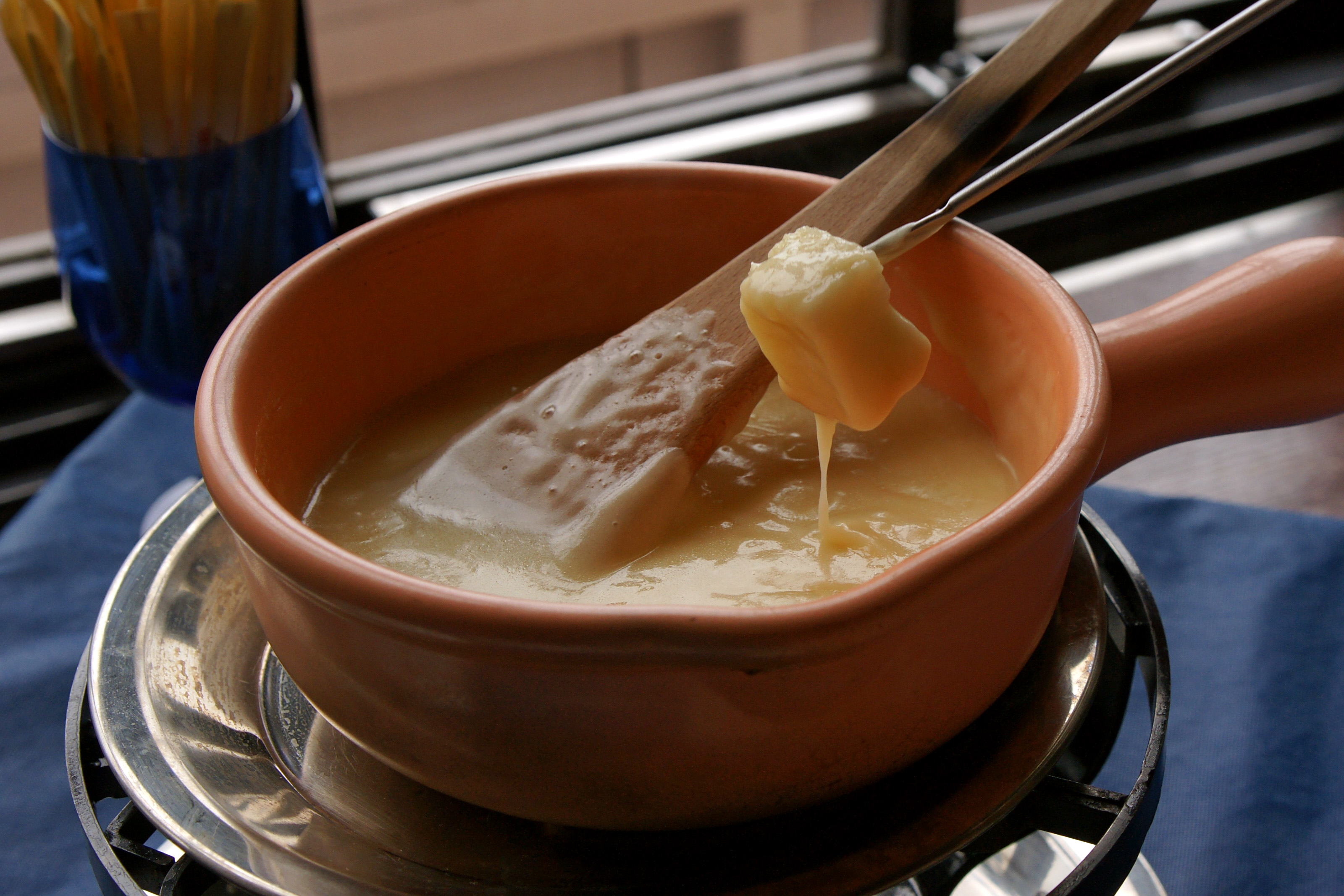
チーズフォンデュ（日本での例）

チーズフォンデュ（英: cheese fondue）、フォンデュ・オ・フロマージュ（仏: fondue au fromage）は、チーズを白ワインなどで煮込んだ家庭料理である。
スイスを中心に、フランス・イタリアにまたがるアルプス山岳部やその周辺の家庭料理・郷土料理で、最も代表的なフォンデュである。単に「フォンデュ」といえば、チーズフォンデュを指す場合が多い。
郷土料理としてのチーズフォンデュは、アルプス地方ではスイス・フランス語圏からサヴォワ地方、さらにイタリアのピエモンテ州・ヴァッレ・ダオスタ州にかけてが中心である。
スイスでは1950年代になって軍隊の調理教範に収録されたのがきっかけで、ドイツ語圏・イタリア語圏にも普及が進んだ。地元ではフランス語でフォンデュ・オ・フロマージュ、またはドイツ語でケーゼフォンデュ（Käsefondue）とよばれる。

## 調理法・材料など
チーズをおろし金ですりおろす、あるいは細かく切ったものに分離を防ぐためのコーンスターチ（小麦粉か片栗粉でもよい）をまぶし、熱した白ワインとともにカクロンというフォンデュ用の鍋に入れ煮溶かす。これに一口大に切ったフランスパンなどの固めのパンをフォークや串に刺して挿しいれ、溶けたチーズをからめて食べる。もとは硬くなったパンを柔らかくしておいしく食べるための調理法で、山岳放牧の牧童たちがありあわせの保存食料を活用して考案したとも、あるいは断食を行う僧侶のための流動食として考案されたとも伝えられるが、正確な起源は明らかではない。チーズをからめて食べる食材にはパンのほか、茹でたブロッコリー・ニンジンなどの温野菜やソーセージなどが用いられることもある。
材料となるチーズは、エメンタールチーズとグリュイエールチーズの2種類が最も一般的だが、他にヴァシュラン、カマンベールチーズなどがある。使うチーズの種類やその配合比は店や家庭ごとに異なり、多くが部外秘にされているとともにそれぞれ伝統の味を守り続けている。チーズに加える酒類は白ワインのほかに、キルシュ・カルヴァドスを用いることもある。
最も一般的なチーズフォンデュは、フォンデュ・ヌシャテロワーズ（fondue neuchâteloise、「ヌシャテル風フォンデュ」の意）である。フォンデュ・ヌシャテロワーズはエメンタールチーズとグリュイエールチーズのチーズ2種を用い、加える酒類は白ワインとキルシュで、香り付けにレモン果汁・ナツメグを加えながらも、野菜等の具をチーズに加えない、比較的簡素なチーズフォンデュである。
フォンデュ・ヌシャテロワーズに限らず、チーズフォンデュは一般に野菜等の具を加えないものが多い。
一方で、チーズにトマトを加えるトマトフォンデュや、トリュフなどのキノコ、香りづけとしてニンニクをチーズに加えるものもある。また、酒類以外の飲料・液状の食品では、牛乳・卵をチーズに加えるものもある。
土鍋あるいは厚手の銅鍋に、香り付けとしてあらかじめニンニクのかけらをこすりつけ、食卓上でコンロを用いて調理しながら、日本の鍋料理のように大勢で囲んで食べる。発祥国のスイスでは、パンを鍋に落とした者に罰ゲームが課せられる習慣がある。
なお、チョコレートファウンテンのように噴水状の装置を用いて食材にチーズをからめて食べる料理はチーズファウンテンという。